# Kamienica Jana Starowicza w Łodzi
Kamienica Jana Starowicza „Pod Góralem” – kamienica znajdująca się przy ulicy Piotrkowskiej 292 w Łodzi na Górniaku. Położona jest między placem Reymonta a Niepodległości.

## Historia

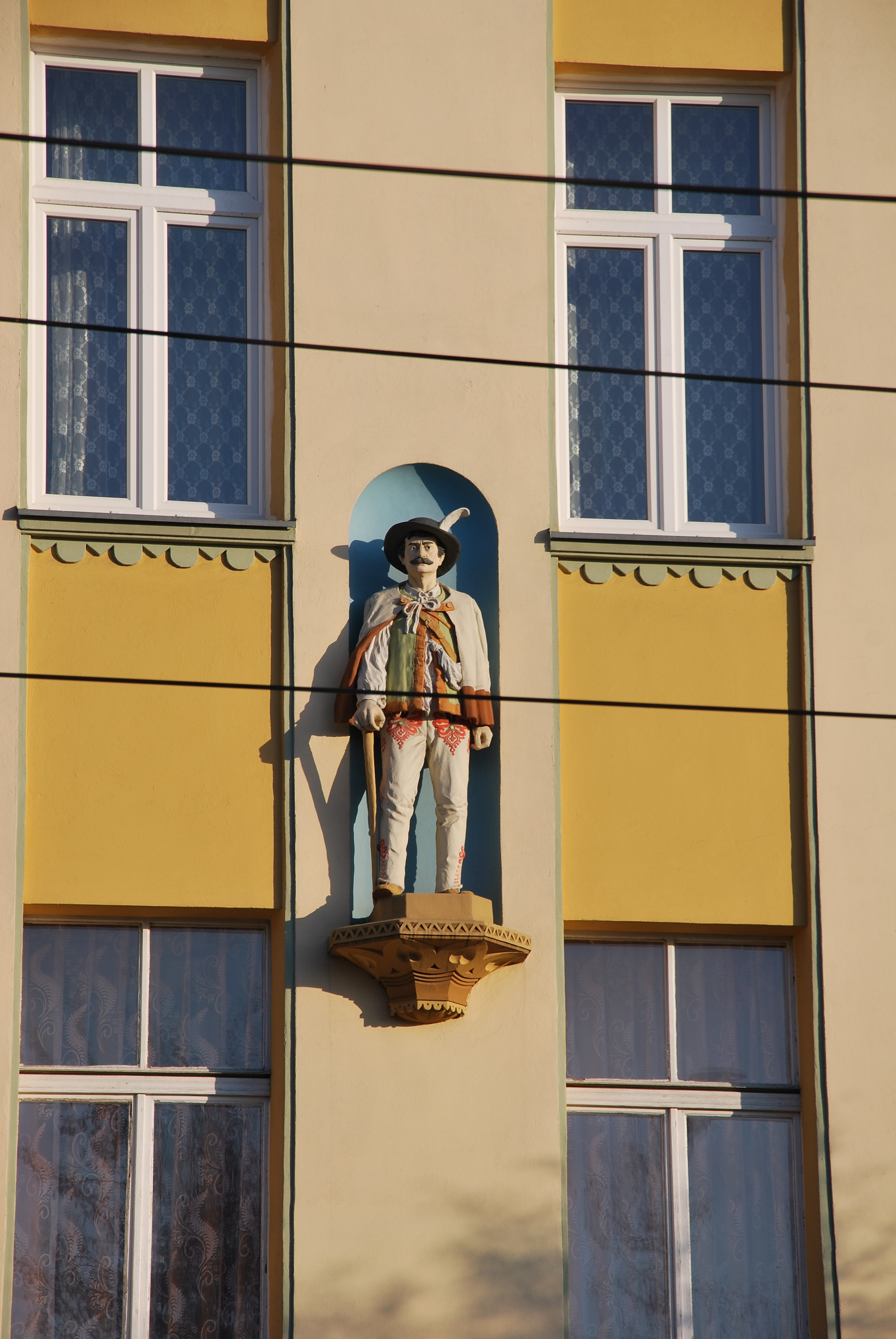
Postać górala, od której potocznie nazywa się kamienicę Pod Góralem

Kamienica została zaprojektowana przez Leona Lubotynowicza i wybudowana w 1909 roku dla Jana Witolda Starowicza, będącego wieloletnim dyrektorem zakładów włókienniczych Leonhardt, Woelker i Girbardt. Jego wnukiem był polski seksuolog prof. Lew-Starowicz.

## Architektura
Widocznym elementem jest akcent zakopiański – rzeźba górala umieszczona na fasadzie kamienicy autorstwa Władysława Czaplińskiego. Zastosowanie elementów dekoracyjnych stylu zakopiańskiego było wyrazem patriotyzmu i gustu właściciela. Dawniej we wnękach klatki schodowej stały popiersia Adama Mickiewicza i Henryka Sienkiewicza. Brama była ozdobiona ściennymi malowidłami przedstawiającymi Tatry.
W połowie 2008 roku fasada kamienicy została odnowiona. Przedtem Kamienicę pod Góralem odnawiano po raz ostatni w 1970 roku.